# 양산우체국
양산우체국은 경상남도 양산시 전역을 관할하는 부산지방우정청 소속 우체국이다.

## 기본 정보
- 주소: 경상남도 양산시 중앙로 252

## 연혁
- 1898년 6월 1일: 양산임시우체사 설치
- 1909년 9월 1일: 양산우편국으로 개국(양산시 북부동 334번지)
- 1971년 12월 14일: 사무관국으로 승격
- 1979년 9월 9일: 양산시 중부동 408-1번지 이전
- 1980년 2월 6일: 기장우체국 감독국 승격 분할관
- 1991년 12월 26일: 현청사 개축 이전(양산시 신기동 424-17번지)
- 2001년 7월 2일: 양산소주리우편취급소 개국[1]
- 2001년 10월 1일: 물금우체국을 양산물금우체국으로, 원동우체국을 양산원동우체국으로, 경남동면우체국을 양산동면우체국으로 명칭 변경[2]
- 2002년 8월 1일: 양산대학우편취급소 개국[3]
- 2007년 11월 30일: 서기관국으로 승격
- 2008년 12월 22일: 양산황산우체국 개국[4]
- 2009년 10월 17일: 양산소토리우편취급국 폐국[5]
- 2012년 5월 1일: 통도사우체국을 양산통도사우체국으로, 양산덕계우체국을 양산덕계동우체국으로, 서창우체국을 양산서창동우체국으로 명칭 변경[6]
- 2013년 10월 1일: 양산대학우편취급국을 양산동원과학기술대학교우편취급국으로 명칭 변경[7]
- 2014년 1월 1일: 우편구역을 다음과 같이 고시[8]

| 배달국           | 배달구역                                                                    | 구역번호                    |
| ---------------- | --------------------------------------------------------------------------- | --------------------------- |
| 양산우체국       | 강서동 · 삼성동 · 중앙동 · 양주동, 물금읍 · 동면 · 상북면 · 원동면 · 하북면 | 50500 ~ 50509 50557 ~ 50647 |
| 양산덕계동우체국 | 덕계동 · 서창동 · 소주동 · 평산동                                           | 50510 ~ 50556               |

- 2014년 10월 31일: 양산유산우편취급국 위탁계약 해지[9]
- 2014년 11월 3일: 양산유산우편취급국 재개국[10]
- 2017년 11월 1일: 양산북정우편취급국 위탁계약 해지 및 재설치[11]
- 2018년 11월 30일: 양산범어우체국 폐국, 우체국 이전 개축으로 인해 양산물금우체국을 양산시 물금읍 화산길 10에서 새실로 36으로 이전[12]
- 2020년 9월 1일 : 양산원동우체국 점심시간 휴무시간 변경[13]
- 2021년 3월 1일 : 양산상북우체국 별정우체국 지정 취소[14]
- 2021년 3월 2일 : 양산상북우체국 폐국[15]

## 관할 우체국
| 우체국명                   | 사진 | 주소                                      | 비고                                                                   |
| -------------------------- | ---- | ----------------------------------------- | ---------------------------------------------------------------------- |
| 동원과학기술대학우편취급국 |      | 경상남도 양산시 명곡로 321                | 2002년 8월 1일 신설 2013년 10월 1일 양산대학우편취급국에서 명칭 변경   |
| 양산남부동우편취급국       |      | 경상남도 양산시 중앙로 43                 |                                                                        |
| 양산덕계동우체국           |      | 경상남도 양산시 웅상대로 781              | 2012년 5월 1일 양산덕계우체국에서 명칭 변경                            |
| 양산동면우체국             |      | 경상남도 양산시 동면 영천로 79            | 별정우체국 2001년 10월 1일 경남동면우체국에서 명칭 변경                |
| 양산동중우편취급국         |      | 경상남도 양산시 물금읍 동중7길 8          |                                                                        |
| 양산물금우체국             |      | 경상남도 양산시 물금읍 새실로 36 (가촌리) | 2001년 10월 1일 물금우체국에서 명칭 변경 2018년 12월 3일 현위치로 이전 |
| 양산범어우체국             |      | 경상남도 양산시 물금읍 동중1길 39         | 2018년 11월 30일 폐국                                                  |
| 양산북정우편취급국         |      | 경상남도 양산시 산막공단로 20             |                                                                        |
| 양산상북우체국             |      | 경상남도 양산시 상북면 상북중앙로 400     | 2021년 3월 2일 폐국                                                    |
| 양산서창동우체국           |      | 경상남도 양산시 연호4길 16-4              | 2012년 5월 1일 서창우체국에서 명칭 변경                                |
| 양산석산우체국             |      | 경상남도 양산시 동면 남양산1길 30         |                                                                        |
| 양산소주동우편취급국       |      | 경상남도 양산시 소주회야로 77             | 2001년 7월 2일 신설                                                    |
| 양산소토리우편취급국       |      | 경상남도 양산시 상북면 소토리 636-4       | 2009년 10월 17일 폐국                                                  |
| 양산원동우체국             |      | 경상남도 양산시 원동면 원동마을길 20      | 별정우체국 2001년 10월 1일 원동우체국에서 명칭 변경 점심시간 휴무 시행 |
| 양산유산우편취급국         |      | 경상남도 양산시 새목1길 8                 | 2014년 11월 3일 신설                                                   |
| 양산중부동우체국           |      | 경상남도 양산시 장터4길 17                |                                                                        |
| 양산통도사우체국           |      | 경상남도 양산시 하북면 신평로 11-2        | 2012년 5월 1일 통도사우체국에서 명칭 변경                              |
| 양산황산우체국             |      | 경상남도 양산시 물금읍 신주로 41          | 2008년 12월 22일 신설                                                  |

## 조직
- 우편물류과
- 영업과
  - 고객지원실
- 경영지도실
- 지원과